# ملعب الهاشمي
ملعب النادي الهاشمي هو ملعب كرة قدم يقع في العاصمة عمان في منطقة الهاشمي الشمالي ، وهو مقر النادي الهاشمي يتسع الملعب إلى ألفي متفرج ويكتسي بالعشب الصناعي ويوجد به منشأت ومرافق وقاعات رياضية متواضعة وتم تجديدة من ملعب ترابي إلى ملعب بمواصفات جيدة في تاريخ 25/5/2009 ويستضيف مباريات الدرجة الثانية والثالثة والمبارايات الودية ومباريات سن ال20 فما دون ، وعادة ما تتدرب عليه أندية العاصمة عمان مثل : نادي الفيصلي و نادي الوحدات واليرموك و شباب الأردن وغيرها من الأندية بجميع فئاتها ·
1. ↑  الأردنية (بترا)، وكالة الأنباء. "الأمانة تعيد افتتاح ملعب الهاشمي بعد 8 أشهر من الاغلاق". بترا -وكالة الأنباء الأردنية. اطلع عليه بتاريخ 2024-02-10.